# Matthäus Hetzenauer
Matthäus Hetzenauer, né le 23 décembre 1924 à Brixen im Thale en Autriche et mort le 3 octobre 2004, était un tireur d'élite allemand de la Seconde Guerre mondiale. Il est crédité de 345 coups au but.

## Biographie
En mars 1944, il suit un entraînement de sniper en Haute-Styrie, à l'issue duquel il rejoint la 3e division de montagne sur le front de l'Est. Il utilise une Karabiner 98k avec une lunette de précision dotée d'un pouvoir grossissant de 6 fois ou bien un Gewehr 43 avec une lunette de type ZF 4 (grossissement de 4 fois). Il se bat dans les Carpates, en Hongrie et en Slovaquie.
Son tir le plus spectaculaire est un coup au but à une distance de 1 100 mètres.
Le 6 novembre 1944, il subit un traumatisme crânien par un tir d'artillerie, à la suite de quoi l'insigne des blessés (Verwundetenabzeichen)  lui est décerné. 
Le général Paul Klatt, son commandant de division, ayant formulé une demande auprès de l'État Major avec comme argument principal le fait que Hetzenauer ait anéanti à lui seul l'équivalent de 2 compagnies ennemies, il est décoré de la Croix de chevalier de la croix de fer le 17 avril 1945. 
Le mois suivant il est capturé par les troupes soviétiques en Pologne près de Strumień et reste interné cinq ans dans un camp de prisonniers de guerre, avant de rejoindre son village de Brixen au Tyrol où il se maria et eut 3 enfants.

## Décorations
Croix de fer de 2e Classe   (EK II) :                 01.09.1944
Croix de fer de 1re Classe      (EK  I) :                 25.11.1944
Insigne des blessés : 09.11.1944
Insigne de combat d'infanterie en argent :            13.11.1944
Insigne de tireur d'élite en or :                     03.12.1944
Agrafe de combat rapproché en or :                    non confirmé
Croix de chevalier de la croix de fer :                   17.04.1945